# Salima Machamba
Salima Machamba (sinh tại Fomboni, sinh ngày 1 tháng 11 năm 1874 - Pesmes, Haute-Saône, Pháp, mất ngày 7 tháng 8 năm 1964), bà là nữ hoàng của Mohéli (Mwali) (1888-1909). Tên chính thức của bà là Salima Machamba bint Saidi Hamadi Makadara. Và tên Kitô giáo của bà là Ursule. Bà là họ hàng của Ranavalona I, Nữ hoàng Madagascar.

## Đời sống
Bà được sinh ra ngoài giá thú với tư cách là con gái của Jumbe Fatima bint Abderremane, Nữ hoàng (Quốc vương) của Mohéli (Mwali) và Emile Fleuriot de Langle (họ hàng của Paul Antoine Fleuriot de Langle) vào ngày 1 tháng 11 năm 1874 tại Fomboni, nhưng thực tế bà lại mang tên theo tên chồng của mẹ bà và được công nhận là Salima Machamba bint Saidi Hamadi Makadara. Bà được người Pháp chọn làm nữ hoàng bù nhìn của Mohéli, người đã biến Comoros trở thành người bảo hộ của Pháp. Bà đã yêu và vào ngày 28 tháng 8 năm 1901 kết hôn với một hiến binh người Pháp, Camille Paule, ở Saint Denis, Réunion. Năm 1909, bà bị chính phủ Pháp phế truất và Comoros bị Pháp sáp nhập. Bà bị trục xuất cùng gia đình sang Pháp. Cô sinh ba đứa con. Chính phủ Pháp đã cấp cho bà khoản trợ cấp hàng năm là 3.000 Franc vàng. Bà sống như một người nông dân giản dị ở Haute-Saône, và chết ở Pesmes vào ngày 7 tháng 8 năm 1964. Bà được chôn cất tại L'église Saint-Hilaire, Pesmes vào ngày 10 tháng 8 năm 1964. Cháu gái của bà, Anne Etter đại diện cho gia đình hoàng gia Mohéli tại Comoros với tư cách là chủ tịch của Hiệp hội Développement des Iles Comores. 

Their grave with her husband in Pesmes
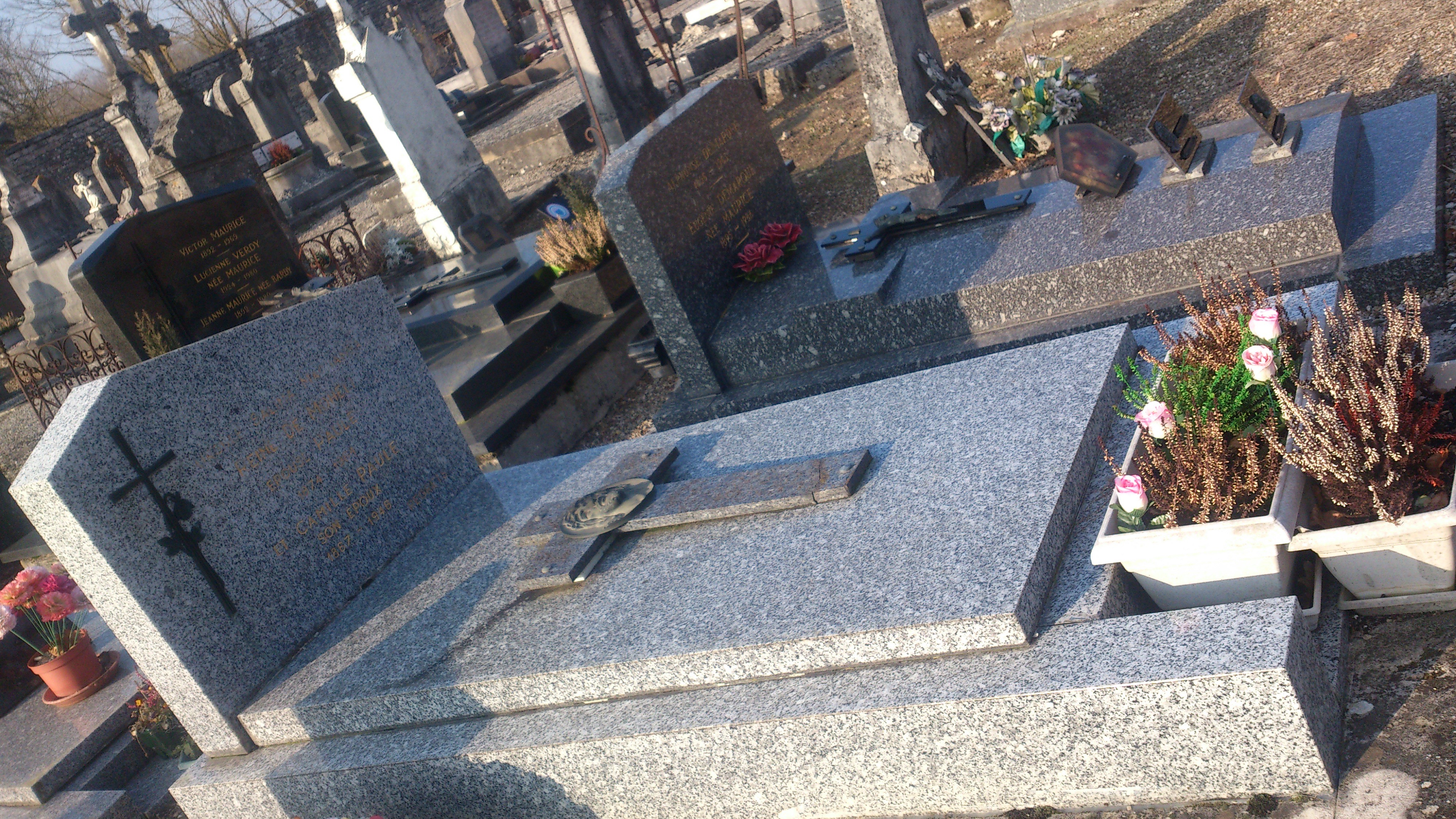
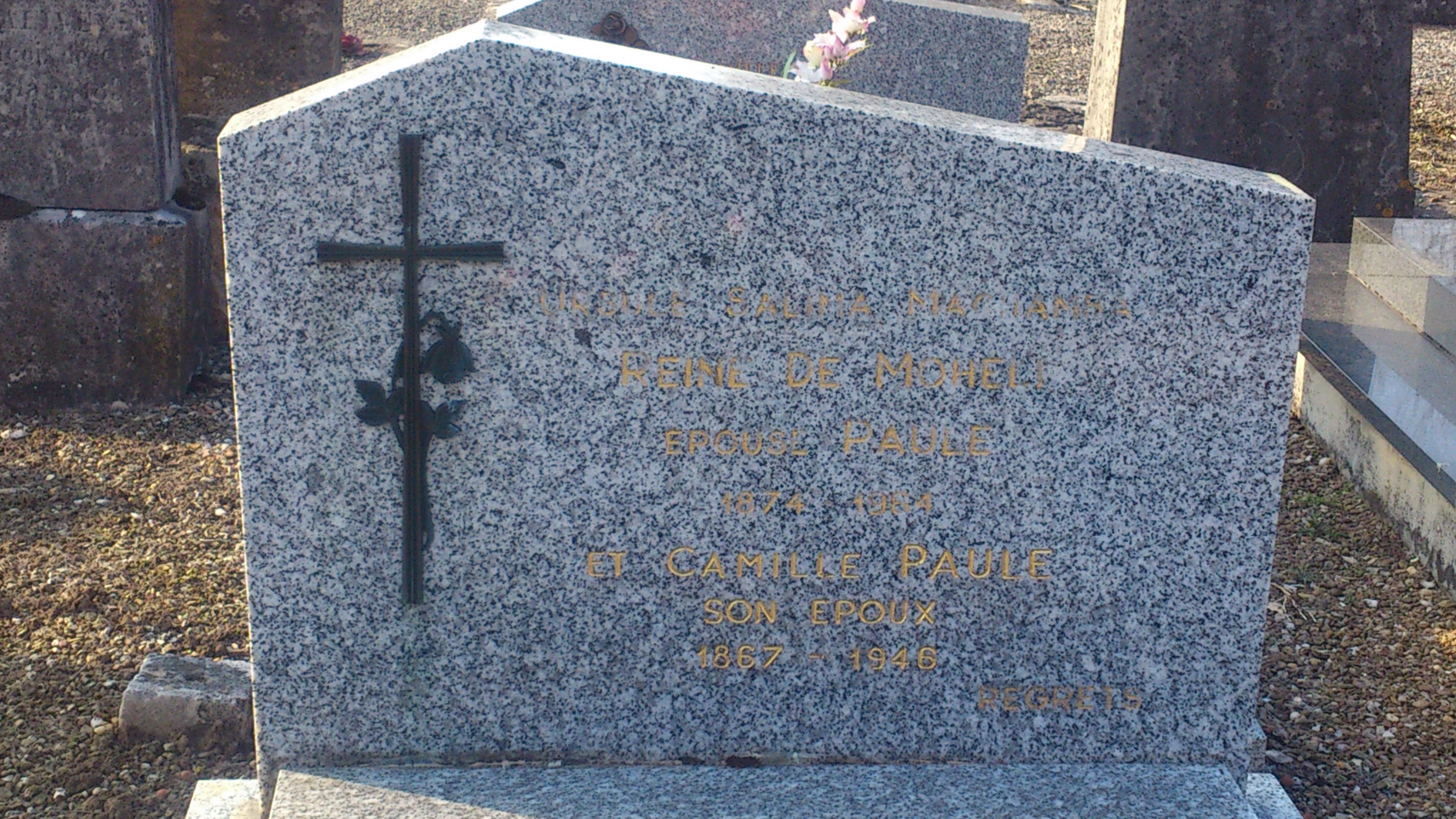

## Những đứa con
- Từ cuộc hôn nhân của bà với Camille Paule (Pesmes, ngày 1 tháng 3 năm 1867 - Champagney, Jura, ngày 22 tháng 9 năm 1946), bà có ba đứa con: 
  - Henriette Camille Ursule Louise (Cléry, Côte-d'Or, 15 tháng 7 năm 1902 - Dijon, Côte-d'Or, ngày 4 tháng 4 năm 1989), Công chúa Mohéli, bà có một cô con gái: 
    - Christiane

  - Louis Camille (Cléry, Côte-d'Or, ngày 1 tháng 9 năm 1907 - Dole, Jura, ngày 8 tháng 4 năm 1983), Hoàng tử Mohéli, ông có một cô con gái: 
    - Anne Ursule (1941-), Chủ tịch Hiệp hội Développement des Iles Comores, vợ của Jean Muff François Etter

  - Camille Fernand (Cléry, Côte-d'Or, 16 tháng 6 năm 1917 - Dijon, 1 tháng 4 năm 2007), Hoàng tử Mohéli

## liên kết ngoài
- Comores / Ursule Salima Machamba 1ère, Dernière reine de Mohéli (Ngày truy cập: 27 tháng 10 năm 2014)
- Habari Za Komori / Ursule Salima Machamba 1ère, Dernière reine de Mohéli (Ngày truy cập: 27 tháng 10 năm 2014)
- Thước / Salima Machamba (Ngày truy cập: 27 tháng 10 năm 2011)

| Salima Machamba Triều đại Merina Sinh: tháng 11 năm 1874 Chết: tháng 8 năm 1964 |                                                      |                        |
| Chức danh                                                                       |                                                      |                        |
| Tiền nhiệm Marigate bin Abudu Shekhe                                            | Nữ hoàng (Quốc vương) của Mohéli (Mwali) 1888 – 1909 | Kế nhiệm Thực dân Pháp |